# Rotterdam Open 2013
Il Rotterdam Open 2013, conosciuto anche con il nome di ABN AMRO World Tennis Tournament 2013 per ragioni di sponsorizzazione, è stato un torneo di tennis giocato su campi di cemento indoor. È stata la 40ª edizione del Rotterdam Open, facente parte dell'ATP World Tour 500 series nell'ambito dell'ATP World Tour 2013. Si è giocato nell'impianto dell'Ahoy Rotterdam, a Rotterdam nei Paesi Bassi, dall'11 al 17 febbraio 2013.

## Giocatori

### Teste di Serie
| Nazione   | Giocatore             | Ranking* | Testa di Serie |
| --------- | --------------------- | -------- | -------------- |
| Svizzera  | Roger Federer         | 2        | 1              |
| Argentina | Juan Martín del Potro | 7        | 2              |
| Francia   | Jo-Wilfried Tsonga    | 8        | 3              |
| Francia   | Richard Gasquet       | 10       | 4              |
| Francia   | Gilles Simon          | 14       | 5              |
| Italia    | Andreas Seppi         | 18       | 6              |
| Polonia   | Jerzy Janowicz        | 25       | 7              |
| Germania  | Florian Mayer         | 27       | 8              |

* Ranking al 4 febbraio 2013.

### Altri partecipanti
I seguenti giocatori hanno ricevuto una wild card per il tabellone principale:
- Thiemo de Bakker
- Gaël Monfils
- Igor Sijsling

I seguenti giocatori sono passati dalle qualificazioni:

- Matteo Viola
- Ernests Gulbis
- Daniel Brands
- Matthias Bachinger

## Campioni

### Singolare
Juan Martín del Potro ha sconfitto in finale  Julien Benneteau per 7–6(2), 6-3.
- È il quattordicesimo titolo in carriera per Del Potro, il primo del 2013.

### Doppio
Robert Lindstedt /  Nenad Zimonjić hanno sconfitto in finale  Thiemo de Bakker /  Jesse Huta Galung per 5-7, 6-3, [10-8].